# Ivanof Bay (Alaska)
Ivanof Bay (Sugpiaq: Kangi'asinaq) ist ein Ort und ein census-designated place (CDP) im Lake and Peninsula Borough in Alaska. Das U.S. Census Bureau hatte bei der Volkszählung 2020 eine Einwohnerzahl von 1 ermittelt.

## Geographie
Ivanof Bay befindet sich im Südwesten von Alaska an der gleichnamigen Bucht an der Südküste der Alaska-Halbinsel. Der Ort befindet sich knapp 810 km südwestlich von Anchorage. 20 km östlich von Ivanof Bay liegt Perryville, der nächstgelegene Ort. In der Bucht Ivanof Bay gab es eine Landestelle für Wasserflugzeuge.

## Geschichte
Die Bucht Ivanof Bay erhielt ihren Namen 1880 von Lieutenant Dall vom U.S. Coast and Geodetic Survey (USC&GS). Ivanof Bay war kurzzeitig während des Vulkanausbruchs des Novarupta 1912 Zufluchtsort für Alutiiq-Indigene. Das Schiff „Manning“ unter dem Kommando von Captain K. W. Perry transportierte die überlebenden Bewohner der Dörfer Douglas und Katmai zur Ivanof Bay. Später zogen diese weiter nach Osten zu dem Ort, der heute „Perryville“ heißt. 1930 wurde eine Konservenfabrik in Ivanof Bay errichtet. Diese zog eine dauerhafte Bevölkerung dorthin. Die Fabrik war bis in die 1950er Jahre in Betrieb. Beim Zensus 1960 hatte Ivanof Bay 15 Einwohner. 1965 zogen sechs Haushalte mit etwa 40 Menschen von Perryville nach Ivanof Bay. Die Familien waren Angehörige der Slavic Gospel Mission. 1980 wurde Ivanof Bay ein census-designated place. In der jüngeren Vergangenheit war Ivanof Bay eine traditionelle Alutiiq-Gemeinde, die von Subsistenzwirtschaft lebte. Viele der Bewohner von Ivanof Bay zogen im Sommer nach Chignik.

## Demografie
Zum Zeitpunkt der Volkszählung im Jahre 2020 (U.S. Census 2020) hatte Ivanof Bay einen Einwohner auf einer Landfläche von 10,86 km². In den 1970er Jahren lag die Ortsbevölkerung noch bei knapp 50. Beim Zensus 2000 lebten noch 22, im Jahr 2010 7 Personen in Ivanof Bay.